# NGC 5898
NGC 5898 è una galassia nella costellazione della Bilancia.
Nell'immagine è la galassia a destra; fa parte di un gruppetto formato da due galassie ellittiche (questa e la vicina NGC 5903) più altre galassie minori nelle vicinanze: formano una sorta di Gruppo Locale con caratteristiche quindi non molto dissimili dal nostro. Si tratta di una galassia ellittica dalle dimensioni effettive paragonabili a quelle della Via Lattea, visibile con un telescopio amatoriale circa 3 gradi a ENE della stella σ Librae. Nello stesso campo appare ben visibile anche ga galassia NGC 5903, grande quasi il doppio. NGC 5898 dista dalla Via Lattea 111 milioni di anni-luce.